# 赫姆洛克 (密歇根州)
赫姆洛克（英語：Hemlock）是位於美國密歇根州薩吉諾縣里奇蘭鎮區的一個普查規定居民點。

## 人口
根據2020年美國人口普查的數據，赫姆洛克的面積為7.19平方千米，當中陸地面積為7.13平方千米，而水域面積為0.06平方千米。當地共有人口1408人，而人口密度為每平方千米195.83人。